# 침입자 (2020년 영화)
《침입자》는 2020년에 개봉한 대한민국의 영화이다.

## 캐스팅
- 송지효 : 유진 역 - 이 영화의 여주인공, 스포일러[1]. 서진의 동생.
- 김무열 : 서진 역 - 이 영화의 남주인공이자 사실상 진 주인공. 유진의 오빠, 예나의 친부.
- 예수정 : 윤희 역
- 허준석 : 주성욱 형사 역
- 최상훈 : 성철 역
- 이해운 : 상구 역
- 최영우 : 영춘 역
- 장성윤 : 연주 역
- 박민하: 예나 역 - 서진의 딸.
- 이홍내 : 실종 경찰관 역

## 같이 보기
- 2020년 대한민국의 영화 목록